# 신시행
신시행(申時行, 1535-1614)은 명조(明朝)의 정치인이다. 남직례(南直隸) 소주부(蘇州府) 장주(長洲)(오늘날 장쑤성 쑤저우) 출신이다. 자는 여묵(汝默), 호는 요천(瑤泉), 혹은 휴림거사(休林居士), 시호는 문정(文定)이다. 후에 내각수보대학사(內閣首輔大學士)에 올랐다.

## 생애
가정(嘉靖) 14년(1535) 명 남직례 소주부 장주에서 태어났다. 가정 41년(1562) 임술과(壬戌科) 장원(狀元)으로 급제하고, 한림원(翰林院) 수찬(修撰)에 올랐다. 융경(隆慶) 5년(1571) 정월 14일, 좌춘방(左春坊) 좌중윤(左中允) 겸 한림원 편수(編修)로 승진하였다. 같은해 10월 19일, 좌춘방 좌유덕(左諭德) 겸 한림원 시독(侍讀)으로 승진하였다. 만력(萬曆) 원년(1573) 2월 23일, 좌춘방 좌서자(左庶子) 겸 한림원 시독으로 승진하였다. 만력 2년(1574) 7월 14일, 융경제(隆慶帝) 시기의 실록인 『목종실록(穆宗實錄)』이 완성됨에 따라, 실록편찬 부총재(副總裁)를 맡았던 신시행은 첨사부(詹事府) 소첨사(少詹事) 겸 한림원 시독학사로 승진하였다. 만력 5년(1577) 8월 14일, 예부우시랑(禮部右侍郎)으로 승진하였다. 같은달 24일, 태자빈객(太子賓客)의 함이 더해졌다. 같은해 11월 26일, 이부우시랑(吏部右侍郎)으로 승진하였다. 만력 6년(1578) 3월 3일, 이부좌시랑(吏部左侍郞) 겸 동각대학사(東閣大學士)로 승진하여 차보(次輔)로 입각(入閣)하였다. 만력 11년(1583) 수보대학사 장사유(張四維)가 부친상을 당하여 물러나면서, 신시행은 수보대학사에 올랐다.

## 고성법의 폐지
성격이 온순하고 인자하였으며, 내각수보대학사 장거정(張居正)과는 사이가 좋았다. 그러나 장거정 사후인 만력 12년(1584) 3월 22일, 만력제는 내각(內閣)에 유를 내려, 최종 결정 권한을 가진 내각이 정무에 참여하지 않는 것(諭內閣曰, 朕於天下事, 不得盡知, 常要諮訪. 內閣, 若各項事體, 都不與聞, 設內閣, 何用? 張文熙多言, ‘先生不必介意.’)을 지적하였다. 이에 신시행은 문제의 원인이 국가 제도와 각신(閣臣) 책임에 대하여 언관(言官)들이 깊게 고찰할 여건이 못된 점(但國家典制及閣臣責任, 言官皆不得深考.)에 있다고 하면서, 육부(六部)와 도찰원(都察院)이 각 아문의 성과를 기록한 부책(考成文簿)을 내각(內閣)에 보내어서 내각이 최종 검토하게 하는 것을 금할 것을 건의(部院各衙門, 不當置考成簿送閣查考)하였다.
이는 명 조정의 의사 결정 권한을 둘러싼 내각과 언관 사이의 힘겨루기와 관련이 있다. 기존 제도에는 ‘과도(科道)’라고 병칭된 육과급사중(六科給事中)과 도찰원도어사(都察院道御史)라는 양대 언관들이, 각 아문과 관원의 성과를 평가하고, 의사 결정 최종 권한이 있는 내각대학사(內閣大學士)조차도 잘못이 있으면 언관들이 적빌하여 탄핵 소청을 할 수 있었기에, 조정 내에서 언관의 힘은 막강하였다.
그러나 만력 원년(1573), 장거정이 정적이었던 대학사(大學士) 고공(高拱)을 조정에서 축출하고 수보대학사(首輔大學士)에 올라 막강한 권한을 갖게 되면서, 내각 의결권을 강화하는 고성법(考成法)을 신설하였다. 고성법은 관료의 인사 고과 기준이 단순히 세평(世評)에 의존하는 것만 아니라, 세금 징수, 도적 토벌 등의 성적 실적을 고과에 반영하는 것을 말한다. 관원이 재가를 얻은 업무에 대하여서 일의 중요도와 거리 등을 고려하여 예상되는 업무 완료 기한을 정하고, 관료는 이에 따라 집행 여부를 부책으로 작성하여 매월 보고하는 것이었다. 매년말 결과를 평가하여, 보고가 누락되었거나 기한내 완수 실패한 업무가 있으면 관련 관료가 처벌되거나 인사고과에서 불이익을 받았다. 이는 지방 관원들의 업무 태만을 지적하는 한편 중앙 조정의 업무를 지방에도 신속정확하게 침투시킴으로써 행정효율을 높이려 한 것이 목표였다.
고성법의 핵심은 인사 고과 평가 권한을 내각이 가져가겠다는 것에 있었다. 부진한 관료 적발에 있어서 지방의 무안관(撫按官, 순무巡撫와 순안어사巡按御史)가 지체하면 중앙의 부원(部院, 육부六部와 도찰원都察院)에서 적발하고, 부원에서 기폐하면 육과(六科)에서 들추어내고, 육과에서 숨기면 각신(閣臣)이 들춰내는 형태였다. 이는 곧 내각대학사들이 육과나 도찰원과 같은 언관들을 적발할 수 있는 권한을 갖게 된 것을 말한다.
기존 제도에서는 순안어사가 지방 관료나 행정 실태를 보고하면 언관들이 이를 바탕으로 황제에게 건의하였으며, 각신은 황제의 결정에 참조할만한 의견을 제시하는 고문으로서만 역할을 수행하는 형태였다. 중앙 조정 업무에 있어서도 언관들이 관료나 아문의 행태를 적발할 수 있었으며 대학사도 적발 대상이 되었다. 그러나 고성법을 통하여서 대학사의 권한이 언관의 권한과 역전되었던 것이다.
이는 주원장(朱元璋)이 승상(丞相)을 폐지하고 여러명의 대학사를 두어 이들로부터 의사 결정에 참조할 만한 사안을 자문받는 형태로 만든 것이 바로 명대 내각의 출발점이었다는 것과 관련되어 있었다. 따라서 여러 대학사들이 공존하는 상황에서 어느 한 인물에게 권한이 집중되기 힘든 구조였다. 그러나 시간이 흐르면서 본래 취지는 무색해졌고, 차츰 대학사들 사이에서도 등급이 발생하여 수보(首輔 혹은 元輔)에 오르는 대학사가 사실상의 승상 혹은 재상 역할을 담당하는 형태로 발전하였다. 대표적인 인물이 가정연간 엄숭(嚴嵩)과 만력연간 장거정(張居正)이었다.
장거정은 고성법 실시를 통하여 사실상의 재상으로서의 수보대학사의 권한을 한층 강화한 것이었다. 이에 언관의 권한이 대폭 축소되었고, 내각대학사들의 영향력이 비대해지게 되었다. 이에 따라 차츰 내각대학사들의 정국 운영이 방만해지게 되었는데, 신시행은 바로 이 지점을 지적한 것이었다.
신시행은 이전 200년동안 아문들이 매월 내무부(內務府) 정미문부(精微文簿)를 수령하고 사건들을 기록하여 월말에 내각으로 보내면, 내각이 이를 보관해두었다가 연말에 한꺼번에 육과랑(六科廊)으로 보냈던 것이 기존 제도였음을(查得, 祖宗舊制, 各衙門每月關領內府精微文簿, 開寫事件, 月終送內閣收掌, 年終類送六科廊, 此二百年成規也.) 제기하면서, 고성법이 실시된 이후에 사용한 고성문부(考成文簿)가 정미문부가 거의 같아서 각 아문들의 업무를 내각대신들이 관여할 수 밖에 없다는 점(今考成文簿, 與精微文簿相同. 但詳畧稍異耳. 然則, 各衙門事體, 未甞不使閣臣與聞也. 若于諸司之事, 全不與聞, 即皇上有問, 臣等憑何奏對? 即有票擬, 臣等憑何參酌?)을 제시하였다. 이는 곧 고성문부나 정미문부 어떤 부책을 이용하든 간에 정무에 참여할 수 있는 조건은 있기에, 고성문부를 폐지하려하는 것은 고성문부 자체의 문제점 때문은 아니라는 것을 말하고자 한 것이다. 신시행은 고성문부를 폐지하려고 한 이유가 내각의 권한이 막대해지고 언관은 내각을 견제할 능력이 사라진 구조에 있다고 하는 것이다.
대학사로서 조지고(趙志皋)와 장위(張位)를 추천하고 본인은 정계에서 물러나 고향 장주로 돌아갔다.

## 저서
- 『서경강의회편(書經講義會編)』
- 『사한당집(賜閑堂集)』

## 가족
- 장남 : 신용무(申用懋, 1560-1638), 명 병부상서(兵部尙書)
- 차남 : 신용가(申用嘉, 1563-1643), 명 광서포정사(廣西布政使)

## 참조
| 전 임 장사유(張四維) | 제49대 명나라 내각대학사 수보 1583년 ~ 1591년 | 후 임 왕가병(王家屏) |

## 참고 문헌
- 『大明穆宗莊皇帝實錄』
- 『大明神宗顯皇帝實錄』
- 『明史』 「列傳第一百六」 申時行